# Waterbus Rotterdam-Drechtsteden

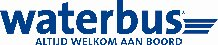
Logo

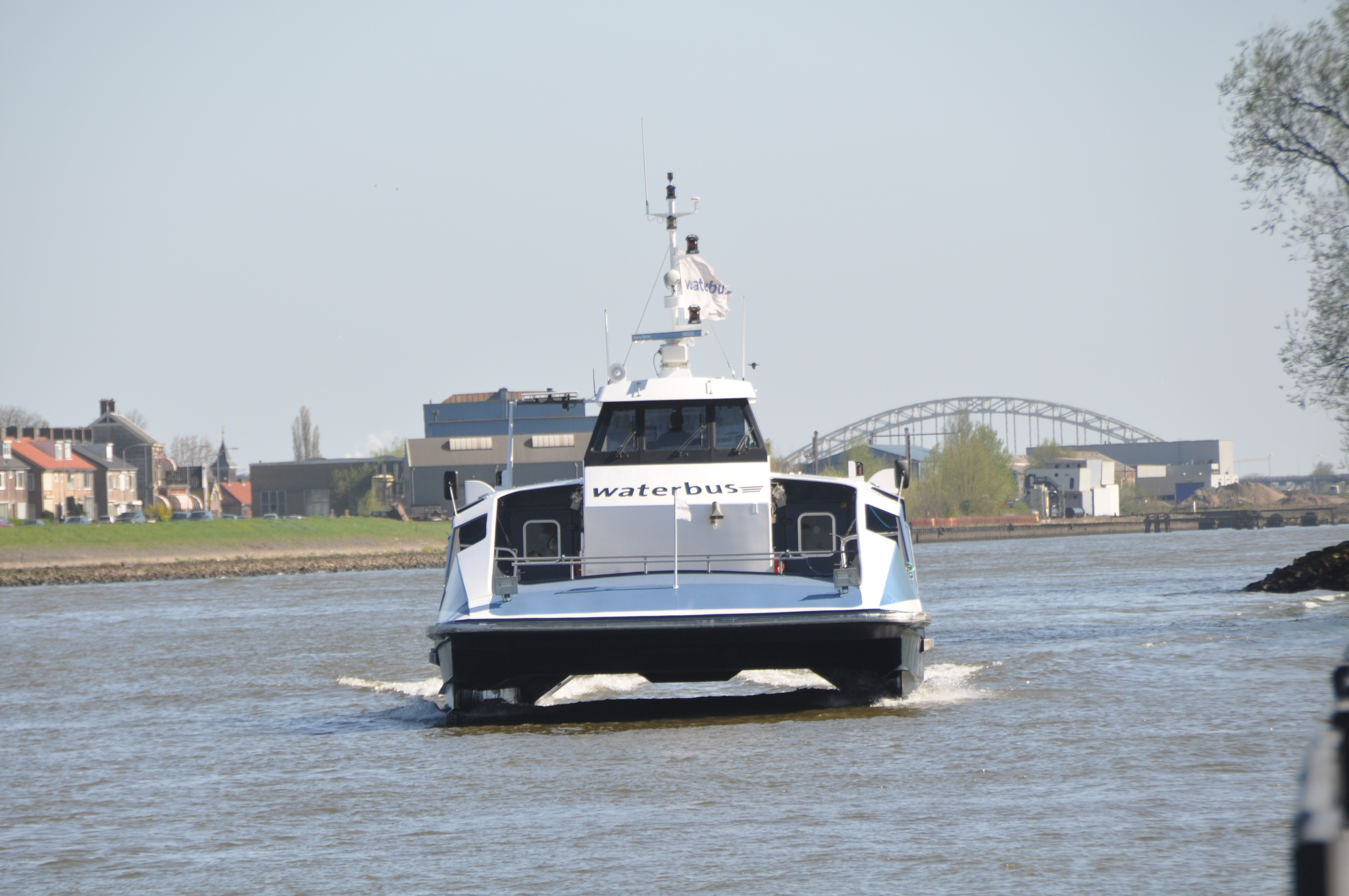
Waterbus in Rotterdam

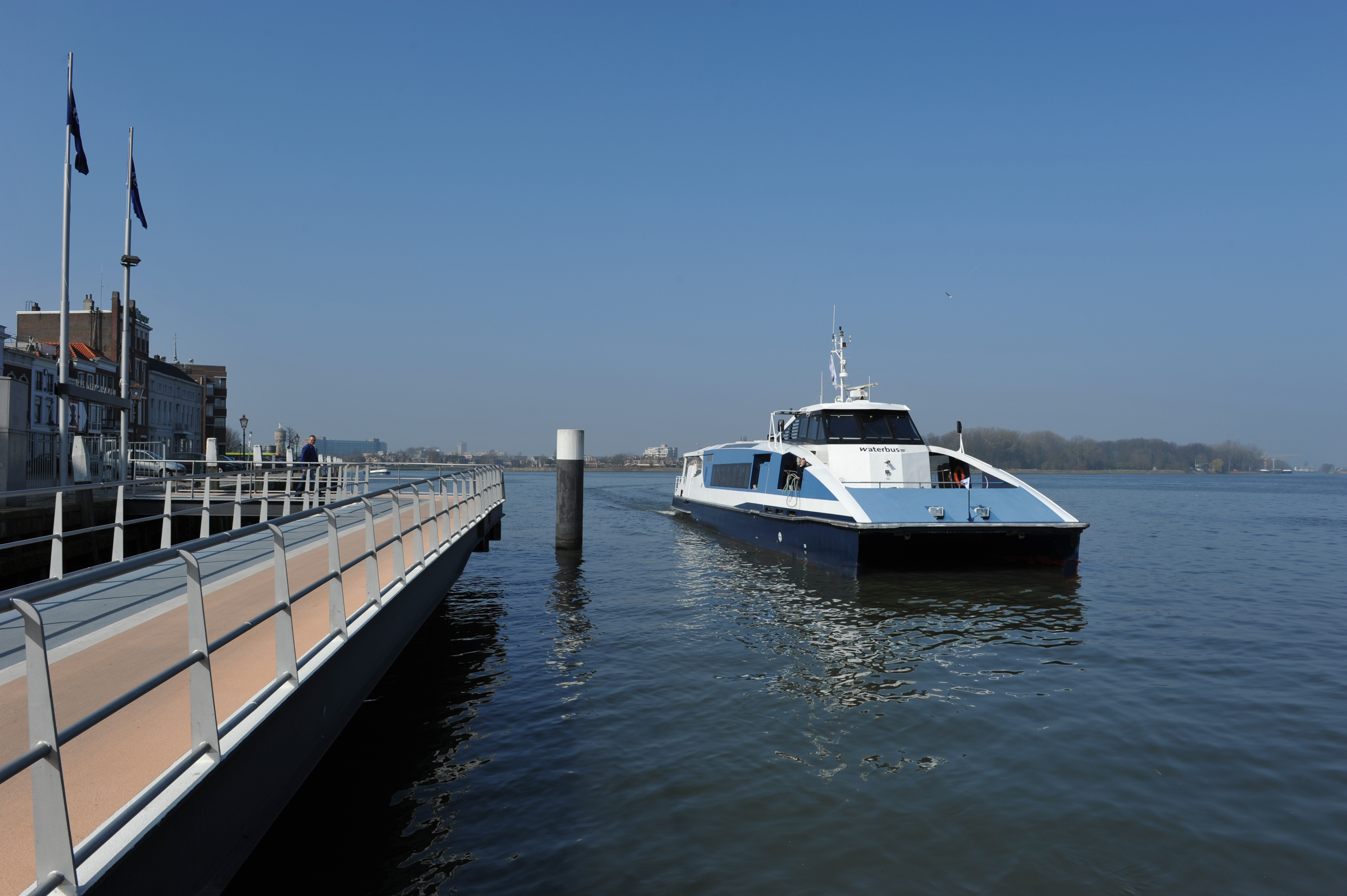
Waterbus Dordrecht Merwekade

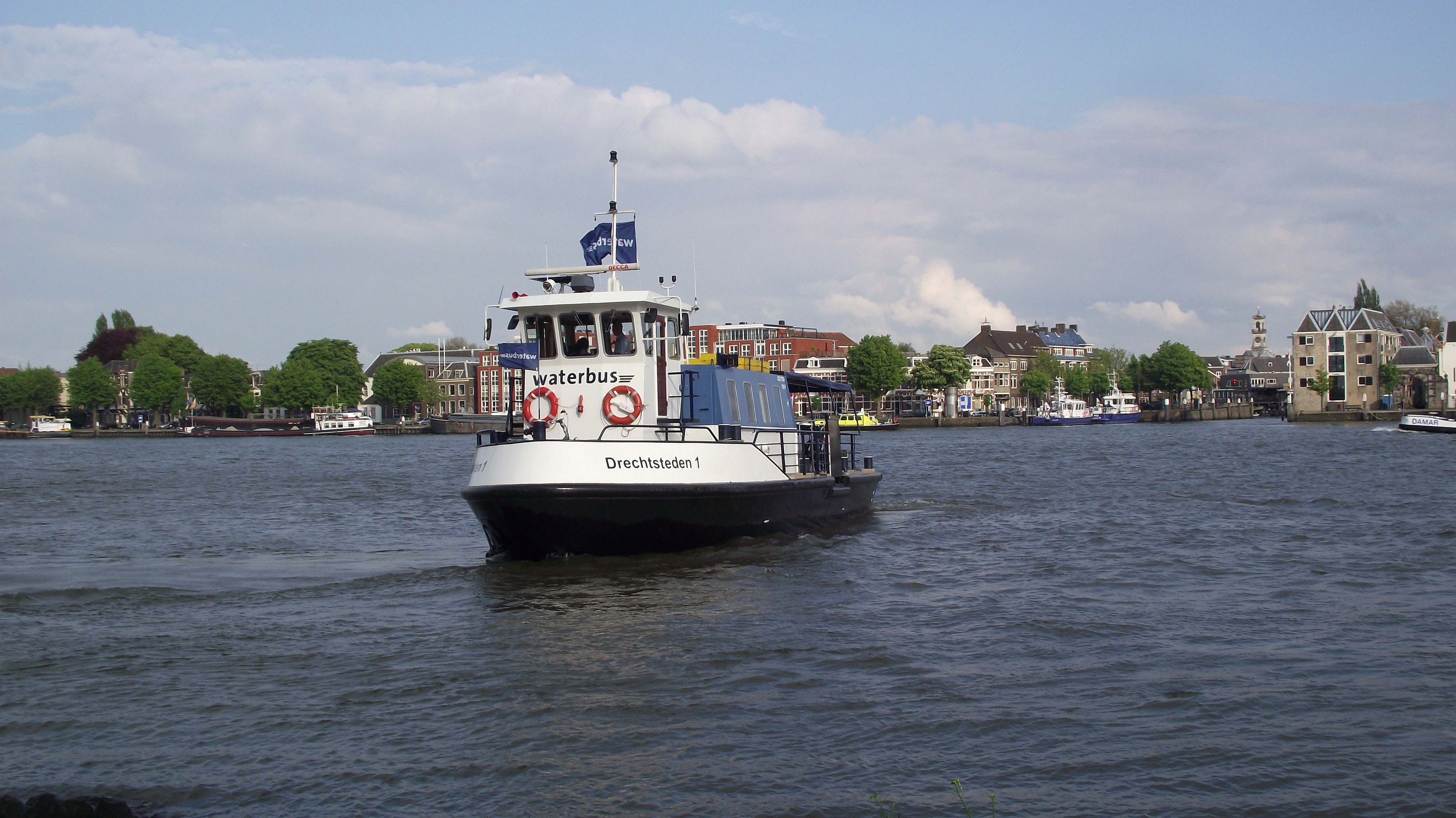
Lokale veerboot Dordrecht Hooikade - Zwijndrecht Veerplein

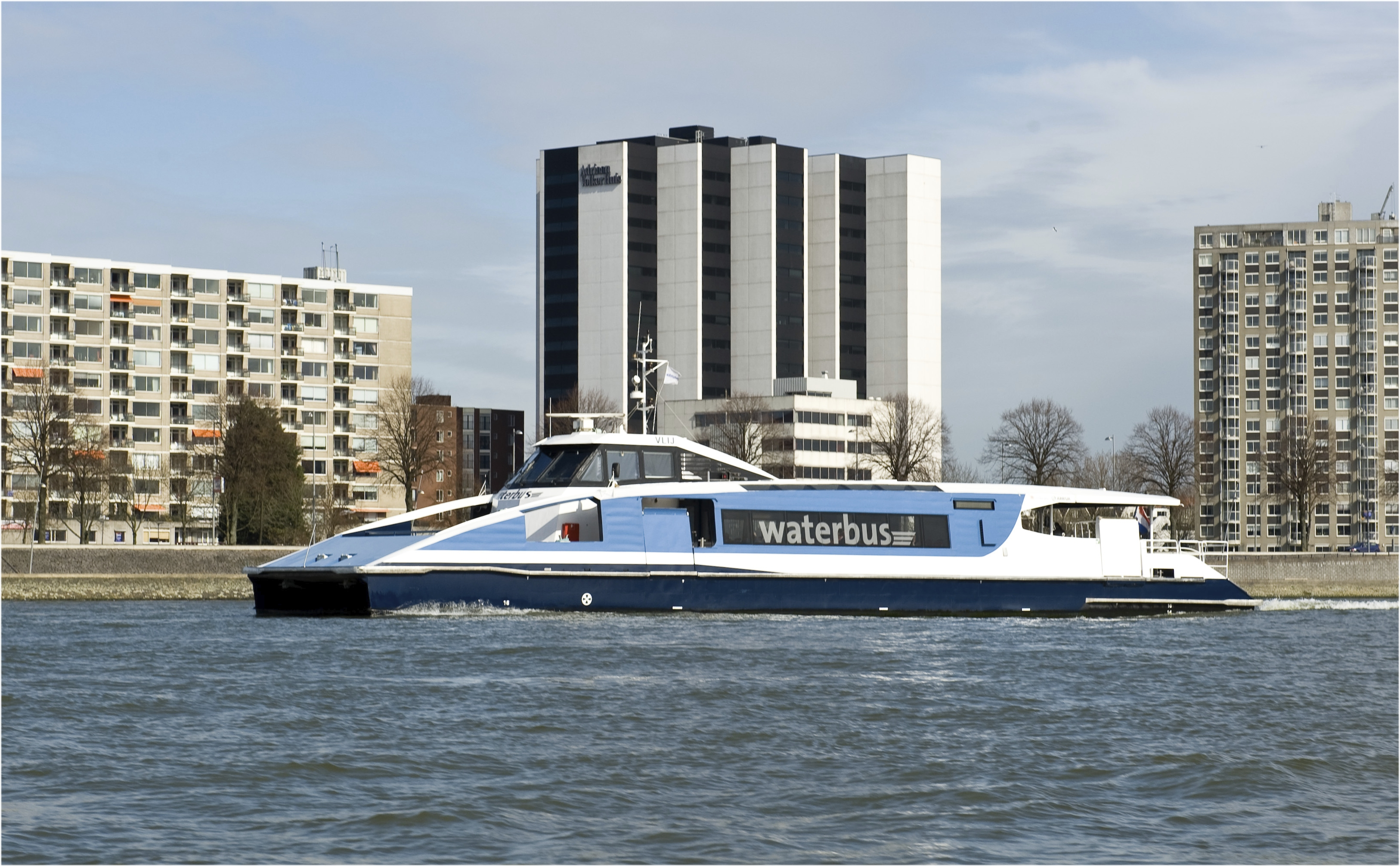
Waterbus

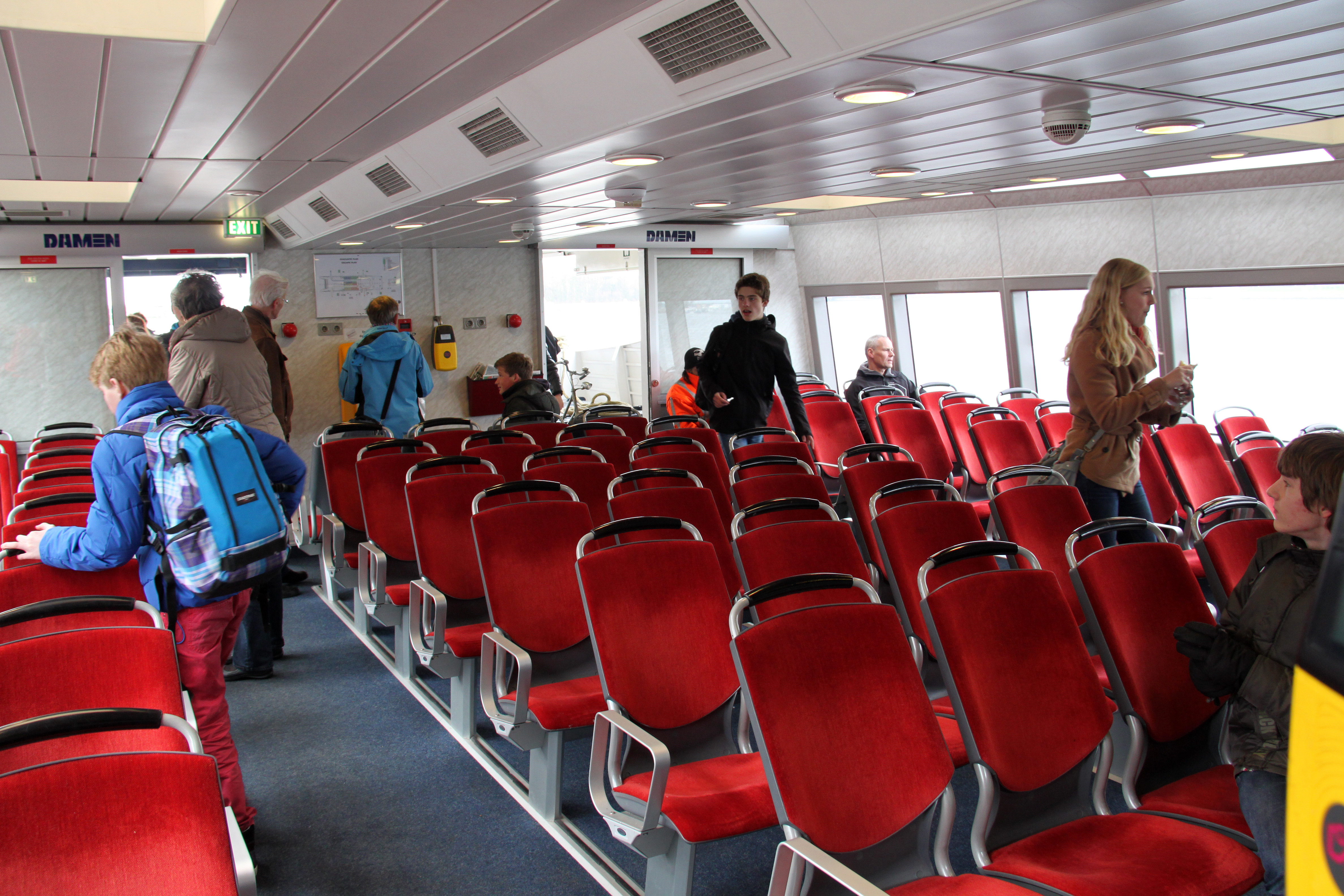
Interieur van de Waterbus

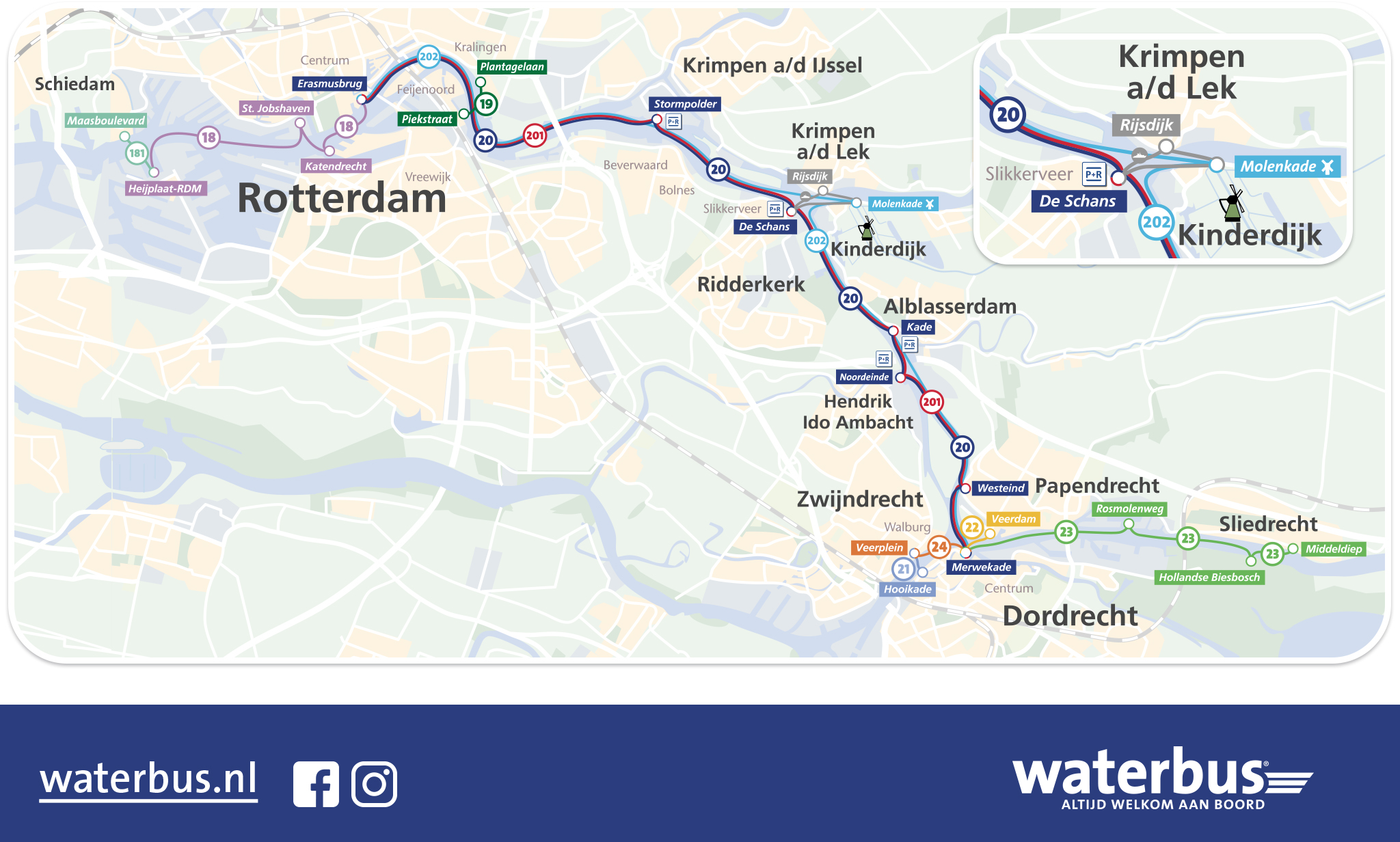
Waterbus plattegrond

De Waterbus Rotterdam-Drechtsteden is een vorm van openbaar vervoer te water, tussen Rotterdam en Dordrecht, en binnen de Drechtsteden, in de Nederlandse provincie Zuid-Holland.  
De verbinding werd vanaf 1 januari 2022 geëxploiteerd door Blue Amigo in opdracht van de OV-autoriteit Zuid-Holland.  
Gedurende het jaar 2022 is er een nieuwe aandelenverdeling gekomen. In de deze structuur waren Damen en Purus Marine samen voor 50% eigenaar, Gerbrand Schutten 25% en Maurice Swets en Dimitri Romijn hadden samen 25%. 
Vanaf 1 juni 2024 zijn Damen Shipyards, samen met Purus Marine de volledige eigenaar van de Waterbus. 

## Geschiedenis
De Waterbus startte in november 1999, oorspronkelijk onder de naam Fast Ferry, voor de verbinding in de Drechtsteden bij de start van de veerdienst Dordrecht - Rotterdam. In 2002 werden ongeveer 1,15 miljoen reizigers vervoerd. In 2004 werd de naam Fast Ferry vervangen door Waterbus.
In 2008 is er een proef met een draagvleugelboot geweest, die het traject van Rotterdam via Papendrecht Westeind naar Dordrecht in 25 minuten aflegde (The Flying Dutchman). Een nadeel was dat slechts 20 fietsen mee konden. Het merendeel van de reizigers bestaat juist uit fietsers. Bij de meeste aanlegplaatsen is er weinig of geen aansluitend openbaar vervoer.
Sinds 3 februari 2011 is de OV-chipkaart bruikbaar in de waterbus op dezelfde manier als men deze gebruikt in andere vervoersmiddelen.
In 2012 is op de route Papendrecht-Dordrecht het schip Merwedam in de vaart gebracht. Deze catamaran is volledig van aluminium gemaakt. Het lichtere gewicht en de specifieke rompvorm zorgen voor weinig waterweerstand, waardoor er lichtere motoren nodig zijn en het brandstofverbruik gereduceerd wordt tot minimaal een derde van het gemiddelde verbruik van de oudere vlootschepen.
Op 28 februari 2014 is een halte geopend voor lijn 23, bij de Dordtse Ark van Noach. Op 14 april van datzelfde jaar is een lijn toegevoegd aan het Waterbus-netwerk: lijn 19. De lijn verbindt twee kanten van de Nieuwe Maas binnen Rotterdam, hij vaart tussen de Plantagelaan en de Piekstraat. Doordat de stopplaatsen van lijn 19 onder het beheer vallen van de Metropoolregio Rotterdam Den Haag, worden geen van de beide haltes bediend door lijn 20. Dit omdat de exploitatie van lijn 20 onder beheer van de provincie Zuid-Holland valt.
Op 1 januari 2022 werd het lijnnetwerk van de Waterbus veranderd: lijn 24 kwam te vervallen, terwijl lijnen 21 en 22 andere routes kregen. Verder kregen de lijnen 20 en 23 een andere dienstregeling.

## Aanbestedingen

### 2004
De provincie Zuid-Holland heeft de verbinding in 2004 Europees openbaar aanbesteed. De provincie wilde dat de nieuwe vervoerder vanaf 2006 de Fast Ferry zou vervangen door een verbinding met twee extra stops in Papendrecht en Hendrik-Ido-Ambacht. Hierdoor liep de reistijd op naar 57 minuten. Ook wilde de provincie dat de vervoerder vanaf 2008 ook een directe spitsverbinding zou inzetten met een reistijd van zo'n 27 minuten. De openbare aanbesteding werd gewonnen door Waterbus BV.

### 2010
Op 11 april 2008 maakten Waterbus BV en de provincie Zuid-Holland bekend dat het contract voor de verbinding per 1 januari 2009 verbroken zou worden. Door gestegen brandstofprijzen, inflatie en tegenvallende reizigersinkomsten was de exploitatie van de waterbus niet langer rendabel uit te voeren. Waterbus BV had aangegeven de in het contract afgesproken sneldienst tussen Dordrecht en Rotterdam niet meer te willen uitvoeren. De provincie Zuid-Holland maakte bekend de verbinding per 1 januari 2009 opnieuw Europees aan te besteden. Ook Waterbus BV schreef zich bij deze aanbesteding in. Omdat de aanbesteding in eerste instantie strandde bij gebrek aan belangstelling werd het contract verlengd tot 1 januari 2010.
Op 1 januari 2010 ging een nieuwe concessie in. De vervoerder is sindsdien Aquabus, een combinatie van Koninklijke Doeksen en Arriva. De naam Waterbus bleef gehandhaafd voor deze verbinding.

### 2022
Met ingang van 1 januari 2022 ging de nieuwe concessie Personenvervoer over water Rotterdam - Drechtsteden van start en nam Blue Amigo de exploitatie over van Aquabus.

### 2024
Vanaf 1 juni zijn Damen Shipyards, met Purus Marine de volledige eigenaar van de Waterbus

## Lijnennet
Het netwerk van Waterbus bestaat uit een hoofdlijn tussen Rotterdam en Dordrecht (lijn 20), een lijn tussen Rotterdam en Kinderdijk (lijn 21) en enkele veerdiensten binnen het Drechtsteden-gebied (lijnen 22 en 23).

### Rotterdam Erasmusbrug - Dordrecht Merwekade
|                               | 20 |  | Halte       | Plaats                 | Locatie                             | Aansluitingen |
| ----------------------------- | -- |  | ----------- | ---------------------- | ----------------------------------- | --- |
|                               | •  |  | Erasmusbrug | Rotterdam              | 51° 54′ 32″ NB, 4° 28′ 57″ OL       | Tramlijn 7 , RotterTram (rijdt op woensdag t/m zondag van 18:30 uur tot ongeveer 21:00 uur), toeristische tramlijn 10 (rijdt alleen in de zomermaanden), metrolijnen & , tramlijnen 20 23 & 25 (halte Leuvehaven), watertaxi Hotel New York - RDM/Heijplaat |
|                               | •  |  | Rivium      | Capelle aan den IJssel | \| 51° 54′ 32″ NB, 4° 28′ 57″ OL \| | |
|                               | •  |  | Stormpolder | Krimpen a/d IJssel     | 51° 54′ 17″ NB, 4° 34′ 28″ OL       | Buslijn 96 |
|                               | •  |  | De Schans   | Ridderkerk             | 51° 53′ 13″ NB, 4° 37′ 11″ OL       | Buslijn 609, Driehoeksveer |
|                               | •  |  | Kade        | Alblasserdam           | 51° 51′ 44″ NB, 4° 39′ 3″ OL        | |
|                               | •  |  | Noordeinde  | Hendrik-Ido-Ambacht    | 51° 51′ 18″ NB, 4° 39′ 15″ OL       | streekBuzz 92 |
|                               | •  |  | Noordhoek   | Papendrecht            | 51° 50′ 2″ NB, 4° 40′ 23″ OL        | |
|                               | •  |  | Merwekade   | Dordrecht              | 51° 49′ 10″ NB, 4° 40′ 30″ OL       | Waterbuslijnen 22 23 , stadsBuzz 10 (Citybus) |
| 51° 54′ 32″ NB, 4° 28′ 57″ OL |    |  |             |                        |                                     | |

Van maandag tot en met zaterdag vaart er elk half uur een boot, op zondag vaart er een keer per uur een boot. Van begin- tot eindpunt is het niet de snelste ov-verbinding (een uur tegen circa 50 minuten per trein plus aansluitend vervoer), maar bij kortere afstanden kan het de snelste verbinding zijn.

### Driehoeksveer(lijn 6)
Dit fiets-, scooter- en voetgangersveer maakt geen deel uit van de Waterbus en heeft lijnnummer 6. Het staat aangegeven op de kaart, vaart dagelijks en biedt aansluiting op lijn 20 op het Transferium de Schans. Het veer vaart van het transferium in Ridderkerk naar Krimpen aan de Lek over de rivieren de Nieuwe Maas, de Noord en de Lek en daarna naar Kinderdijk waar de molens kunnen worden bezocht.

### Drechtsteden-gebied
Binnen het Drechtsteden-gebied lopen drie vaarroutes:
- Lijn 21 Rotterdam Erasmusbrug – Kinderdijk Molenkade: 1× per 1,5 uur (1× per 45 minuten in de zomervakantie).
- Lijn 22 Dordrecht Merwekade – Papendrecht Veerdam: 4× per uur.
- Lijn 23 Dordrecht Merwekade – Sliedrecht Middeldiep: 1× per uur.

De routes van de lijnen zijn als volgt: (van west naar oost)
|  | 21 |  | 22 |  | 23 |  | Halte               | Plaats      | Locatie                       | Aansluitingen                                                           |
|  | -- |  | -- |  | -- |  | ------------------- | ----------- | ----------------------------- | ----------------------------------------------------------------------- |
|  | •  |  |    |  |    |  | Erasmusbrug         | Rotterdam   | 51° 54′ 33″ NB, 4° 28′ 57″ OL | Tramlijn 7 , waterbuslijn 20 , watertaxi Hotel New York - RDM/Heijplaat |
|  | •  |  |    |  |    |  | Molenkade           | Kinderdijk  | 51° 53′ 23″ NB, 4° 38′ 8″ OL  |                                                                         |
|  |    |  | •  |  | •  |  | Hooikade            | Dordrecht   | 51° 48′ 54″ NB, 4° 39′ 30″ OL | stadsBuzz 10 (Citybus, op loopafstand)                                  |
|  |    |  | •  |  | •  |  | Veerplein           | Zwijndrecht | 51° 49′ 4″ NB, 4° 39′ 28″ OL  | streekBuzz 21, buurtBuzz 717                                            |
|  | •  |  | •  |  | •  |  | Merwekade           | Dordrecht   | 51° 49′ 10″ NB, 4° 40′ 30″ OL | Waterbuslijn 20 , stadsBuzz 10 (Citybus)                                |
|  | •  |  | •  |  | •  |  | Veerdam             | Papendrecht | 51° 49′ 20″ NB, 4° 40′ 57″ OL | stadsBuzz 4, stadsBuzz 14, buurtBuzz 702                                |
|  | •  |  | •  |  | •  |  | Rosmolenweg         | Papendrecht | 51° 49′ 27″ NB, 4° 43′ 15″ OL | snelBuzz 388 (op loopafstand)                                           |
|  | •  |  | •  |  | •  |  | Hollandse Biesbosch | Dordrecht   | 51° 48′ 54″ NB, 4° 45′ 59″ OL |                                                                         |
|  | •  |  | •  |  | •  |  | Middeldiep          | Sliedrecht  | 51° 49′ 3″ NB, 4° 46′ 38″ OL  |                                                                         |

### Veerdienst Hotel New York - RDM/Heijplaat
|  |   |  | Halte          | Plaats    | Locatie | Aansluitingen   |
|  | - |  | -------------- | --------- | ------- | --------------- |
|  | • |  | Hotel New York | Rotterdam |         |                 |
|  | • |  | Erasmusbrug    | Rotterdam |         | waterbuslijn 20 |
|  | • |  | RDM/Heijplaat  | Rotterdam |         | Buslijn 68      |

### Waterbus Marconistraat - RDM/Heijplaat
|  | 181 |  | Halte             | Plaats    | Locatie | Aansluitingen                      |
|  | --- |  | ----------------- | --------- | ------- | ---------------------------------- |
|  | •   |  | Marconistraat/M4H | Rotterdam |         | Tramlijnen 1 & 11 (op loopafstand) |
|  | •   |  | RDM/Heijplaat     | Rotterdam |         | Buslijn 68                         |

### Waterbus Kralingen - Feijenoord
|  |   |  | Halte        | Plaats    | Locatie | Aansluitingen                      |
|  | - |  | ------------ | --------- | ------- | ---------------------------------- |
|  | • |  | Plantagelaan | Rotterdam |         | Tramlijnen 1 & 11 (op loopafstand) |
|  | • |  | Piekstraat   | Rotterdam |         | Buslijn 32 (op loopafstand)        |

## Vaart
Op de waterbus is de OV-chipkaart geldig, maar er kunnen losse vervoerbewijzen aan boord worden gekocht. De chipkaartlezers bevinden zich op de pontons bij de haltes. Ze zijn herkenbaar aan de gele bordjes met de tekst Check in, Check out. Men dient net als bij ander openbaar vervoer in- en uit te checken. Het meenemen van een fiets is gratis, maar fietsen mogen alleen mee mits voldoende ruimte aan boord is. Er bevinden zich 2 personeelsleden aan boord.
De metalen drijvende pontons zijn voorzien van abri's en een elektronisch vertrektijdendisplay. Bij hoogwater kunnen de pontons enkele meters meestijgen, hierna lopen de pontons onder.

## Vloot
In de reguliere dienstregeling op maandag tot en met vrijdag varen vier schepen tussen Dordrecht Merwekade en Rotterdam. Zij hebben naast een stuurman een steward die onder meer het meertouw en de loopbrug voor het aanleggen bedient, losse vervoersbewijzen verkoopt, de OV-chipkaart op geldigheid controleert en passagiers informeert. Naast de genoemde schepen ook behorende tot de vloot van Waterbus: Aqua Fox, Aqua Cat, Aqua Shuttle, Aqua Runner en Drechtsteden 2.
| Afbeelding                                                | Naam           | Bouwjaar | Fabrikant                     | Afgevoerd                                               | Capaciteit                   | Opmerkingen                             |
| --------------------------------------------------------- | -------------- | -------- | ----------------------------- | ------------------------------------------------------- | ---------------------------- | --------------------------------------- |
|                                                           | Aqua Runner    | 1999     | Bayards, Damen                |                                                         | 130 personen                 |                                         |
|                                                           | Devel          | 1999     | Bayards, Damen                |                                                         | 130 personen                 |                                         |
|                                                           | Drechtsteden 1 | 1986     | Jac. den Breeijen Hardinxveld |                                                         | 100 personen                 | Vaart vooral op lijn 19 in Rotterdam    |
|                                                           | Rietbaan       | 1999     | Bayards, Damen                | 2014 (naar Litouwen, Klaipeda) - Hernoemd naar Smiltyne | 130 personen                 | Nog in gele Aqualiner-huisstijl         |
|                                                           | Alblas         | 1999     | Bayards, Damen                |                                                         | 130 personen                 | Vaart in oude kleur van Waterbus BV     |
|                                                           | Wantij         | 1999     | Bayards, Damen                |                                                         | 130 personen                 |                                         |
|                                                           | Merwedam       | 2012     |                               |                                                         | 200 personen, 80 fietsen     | Catamaran, vaart vooral op lijn 22      |
|                                                           | Schie          | 2005     |                               |                                                         | 132 personen                 |                                         |
|                                                           | Vlij           | 2004     |                               |                                                         | 132 personen                 |                                         |
|                                                           | Witte de With  | 1999     | NQEA Australia                |                                                         | 155 personen (+ 25 kinderen) | Nieuwe, grotere boot met luxere stoelen |
|                                                           | Piet Hein      | 1999     | NQEA Australia                |                                                         | 155 personen (+ 25 kinderen) | Grotere en luxere boot                  |
| Lijst incompleet. Er zijn 15 waterbussen aanwezig (2014). |                |          |                               |                                                         |                              |                                         |

## Ongevallen
In de geschiedenis van de Waterbus zijn enkele ongevallen gebeurd:
- Op 3 september 2006 zijn vijftien personen gewond geraakt toen de waterbus in aanvaring kwam met de aanlegsteiger in Krimpen aan den IJssel.[5]
- Op 23 augustus 2010 kwam de waterbus in aanvaring met een vrachtschip op de Beneden-Merwede. Hierbij is een vrouw gewond geraakt.[6]
- Op 21 maart 2011 brak brand uit op een van de boten. Niemand is hierbij gewond geraakt. De opvarenden werden geëvacueerd door middel van de watertaxi.[7]

Aqualiner · Veolia Transport Fast Ferries · Waterbus Rotterdam-Drechtsteden

Opgeheven: RET Fast Ferry · Fast Flying Ferry · Flevo Ferries